# Nymphalis quinquepunctata
Nymphalis quinquepunctata är en fjärilsart som beskrevs av Raynor 1906. Nymphalis quinquepunctata ingår i släktet Nymphalis och familjen praktfjärilar. Inga underarter finns listade i Catalogue of Life.